# Georyssus pusillus
Georyssus pusillus är en skalbaggsart som beskrevs av Leconte 1852. Georyssus pusillus ingår i släktet Georyssus och familjen Georyssidae. Inga underarter finns listade i Catalogue of Life.